# Арне Фулесанг
Арне Кристер Фулесанг (на шведски: Arne Christer Fuglesang) е шведски физик и първи астронавт от Швеция и от скандинавските страни.

## Биография
Роден е на 18 март 1957 г. в Стокхолм, Швеция). Неговата майка е шведка, а баща му – норвежец, получил малко преди раждането на Фулесанг шведско гражданство.

## Физик
Фулесанг получава степен магистър в областта на инженерната физика в Кралския технологичен институт в Стокхолм през 1981 г. През 1987 г. Фулесанг получава докторска степен в областта на експерименталната физика на елементарните частици в университета в Стокхолм. Почетен доктор е на Университета в Умео.
Фулесанг работи на Ускорител на частици в Европейския център за ядрени изследвания (ЦЕРН) в Женева. Той се занимава с изследвания на К-мезони. От ноември 1990 г. Фулесанг прави изследвания на големия адронен ускорител в ЦЕРН. През 1991 г. той става доцент по физика на елементарните частици в Стокхолмския университет.

## Астронавт
От 1989 г. ЕКА прави подбор на втората група кандидати за космически полет. През 1992 г. в тази група астронавти е включен и Арне Кристер Фулесанг. През октомври 1992 г. Фулесанг провежда четириседмично обучение в Звездното градче, в Русия. По-късно той продължава подготовката си в Европейския астронавтски център в Кьолн (Германия). През май 1993 г. Арне Фулесанг е отново изпратен в Русия, където заедно с Томас Райтер провежда подготовка за космически полет по съвместната руско-европейска програма „Евромир-95“. След завършване на подготовката в основния екипаж е назначен Томас Райтер, а Кристер Фулесанг е негов дубльор. Фулесанг минава подготовка за полети на руските кораби „Союз“ до есента на 1996 г. След това отива в САЩ за подготовка за космически полети на американските Спейс Шатъл. След обучението в НАСА през април 1998 г. той получава квалификация специалист на полета. От май до октомври 1998 г. Фулесанг преминава подготовка по програмата за командване и управление на кораби „Союз“ при откачване от космическата станция и кацане. През октомври 1998 г. той се връща в НАСА и работи в астронавтския отдел, където координирал работата с руските кораби „Союз“ и „Прогрес“. По-късно е в състава на резервния екипаж за 2-ра дълговременна експедиция на МКС.

## Космически полети
Арне Фулесанг извършва първия си космически полет от 10 до 22 декември 2006 г. на совалката „Дискавъри“, мисия STS-116 с посетителска експедиция на Международната космическа станция. По време на този полет той три пъти излиза в открития космос. Продължителността на полета е 12 денонощия 20 часа и 45 минути. Общата продължителност на трите космически разходки е 18 часа 14 минути.
По време на втория си полет от 29 август до 11 септември 2009 г. шведския астронавт отново посетил МКС със совалката „Дискавъри“, мисия STS-128 като специалист на полета. Докато е на МКС, той два пъти излиза в открития космос (продължителност 6 часа 39 минути и 7 часа 1 минута). Продължителността на полета е 13 денонощия 20 часа 53 минути 48 секунди.

## Лични данни
Арне Кристер Фулесанг е женен за Елизабет Валди и има две дъщери, Малин и Денис, и син Рутгер. Интересува се от ветроходство, ски, фризби (летящи дискове), както и четене.